# Манфред IV (маркграф Салуццо)

Салуццо на карте Италии (слева)

Манфредо IV (итал. Manfredo IV di Saluzzo; ок. 1270 — 17 сентября 1340) — маркиз Салуццо в 1296—1334 годах. Сын Томмазо I ди Салуццо и Луизы ди Чева.

## Биография
Наследовал отцу в 1296 году.
С помощью Джованни I Монферратского завоевал Фоссано и на короткий срок — Асти (до 1304 года).
После смерти Джованни I Монферратского (1305 год) предъявил права на наследство и, чтобы заручиться поддержкой, принёс оммаж графу Савойи Амадею V. Встретив сопротивление со стороны неаполитанского короля и графа Прованса Карла II — представителя Анжуйского дома, в следующем году уступил права на Монферрат Теодору Палеологу, сыну византийского императора Андроника II Палеолога и его жены Иоланды Монферратской.
В 1308 году воевал с князем Пьемонта Филиппом I, но перед лицом угрозы со стороны Анжуйского дома они помирились.
В 1322 году купил у семейства Каррето город Кортемилья.
В 1323 году под влиянием жены Изабеллы Дориа составил завещание, согласно которому после его смерти маркграфство Салуццо должен был унаследовать Манфредо — сын от второго брака.
Старший сын Федерико по тому же документу получил в качестве сеньории Карманьолу, Раккониджи, Полонгеру, Каваллерлеоне, Караманью, Мильябруну и Тернавазио. Не согласный с завещанием, он вступил в союз с Филиппом Савойским и передал ему Карманьолу, Раккониджи и Ревелло. В 1329 году он женился на Рикарде, дочери Галеаццо I Висконти.
В 1332 году Манфредо IV составил новое завещание, в основном повторявшее условия предыдущего. Однако Манфредо-младший, поняв, что соотношение сил не в его пользу, по соглашению того же года уступил своему единокровному брату титул маркиза.
29 декабря 1334 года Манфредо IV, находившийся уже в преклонном возрасте, передал власть Федерико, призвав всех вассалов Салуццо принести ему оммаж.

## Семья
Первая жена (1287) — Беатриса Сицилийская (ум. 1307/1308), дочь Манфреда Сицилийского. От неё дети:
- Катерина, муж — Гульельмо де Барже
- Федерико I, маркиз Салуццо.

Вторая жена (1308) — Изабелла Дориа (ум. 1353), дочь генуэзского патриция Бернабо Дориа. От неё дети:
- Манфредо (умер в детском возрасте)
- Манфредо (ум. 1389/1392), сеньор де Карде, претендент на маркграфство Салуццо.
- Теодоро
- Бонифаций
- Элеонора, муж — маркиз Оттоне ди Чева.